# Aus Liebe zu Dir
Aus Liebe zu Dir (Originaltitel: Because of You)  ist ein US-amerikanisches Filmdrama aus dem Jahr 1952 von Joseph Pevney mit Loretta Young und Jeff Chandler in den Hauptrollen. Der Film noir wurde von Universal-International Pictures produziert und basiert auf einer Originalstory von Thelma Robinson.

## Handlung
Am Abend vor ihrer Hochzeit versucht der Gangster Mike Monroe, seine Verlobte Christine Carroll vor der Polizei zu schützen, indem er sie zu seinem Auto schickt. Da sie jedoch unwissentlich seinen Umschlag voller Drogengeld bei sich trägt, wird sie verhaftet und für Jahre eingesperrt. Im Gefängnis arbeitet Christine hart, um ihren Highschool-Abschluss zu machen und Krankenpflege zu lernen. Nach ihrer Entlassung wird sie Krankenpflegehelferin in einem Veteranenkrankenhaus in Long Beach, wo sie den verwundeten Piloten Steve Kimberly trifft. Der behandelnde Arzt Dr. Breen informiert Christine, dass Steve während des Krieges die Erinnerung an den Tod seiner Eltern wiedererlebt hat und nun sowohl emotionale als auch körperliche Wunden hat. Als er die Anziehungskraft zwischen den beiden bemerkt, warnt er Christine, dass zu viel Belastung bei Steve einen Nervenzusammenbruch verursachen könnte. 
Am nächsten Tag besucht Christine Mike im Gefängnis, um ihm mitzuteilen, dass sie ihn nicht mehr liebt. Obwohl er gefühllos reagiert, ist er offensichtlich verletzt. Zurück im Krankenhaus besucht Steves Schwester Susan Arnold Christine und bittet sie, sich von ihrem Bruder fernzuhalten. Da sie Angst hat, ihm ihre Vergangenheit zu gestehen, bittet Christine um eine Verlegung in ein anderes Krankenhaus, was Steve erschüttert. Sobald er das Krankenhaus verlassen kann, spürt er sie auf und gesteht ihr seine Liebe. Obwohl Christine zugibt, dass sie ihn auch liebt, kann sie sich immer noch nicht dazu durchringen, ihre Zeit im Gefängnis zu gestehen. Die beiden verloben sich, und als das Krankenhaus eine Party für sie veranstaltet, teilt Dr. Breen Christine mit, dass sie die Hochzeit um ein paar Monate verschieben muss, bis Steve stärker ist und ihr Geständnis entgegennehmen kann. Sie kann Steve jedoch nicht überzeugen, auf sie zu hören, und stimmt zu, ihn nur zu heiraten, wenn sie ihre Ehe geheim halten. In ihrer Hochzeitsnacht gesteht sie, dass es vor ihm einen anderen Mann gab, und er vergibt ihr schließlich. Monate später wird Chris aus der Bewährung entlassen und gibt sofort ihre Hochzeit bekannt. Zu Weihnachten erwarten sie ein Kind.
Drei Jahre später wird Christines glückliches Leben zu Hause durch einen Besuch von Mike unterbrochen, der gerade aus dem Gefängnis entlassen wurde und mit Christine nach Mexiko reisen möchte. Obwohl er behauptet, das Land zu verlassen und nur eine Eskorte zu brauchen, handelt er in Wirklichkeit wieder mit Drogen und droht, Christines Tochter Kim etwas anzutun, wenn sie ihm nicht hilft. Als die Polizei versucht, sie auf dem Rückweg aufzuhalten, baut Mike einen Autounfall und stirbt. Im Krankenhaus belauscht Steve Reporter, die die Geschichte besprechen, und lässt sich einige Tage später von Christine scheiden und erhält das alleinige Sorgerecht für Kim. Niedergeschlagen muss Christine als Assistentin des reisenden Zauberers Marvel arbeiten. Bei jeder Kindershow sucht sie im Publikum nach Kim. Ihr Talent wächst im Laufe der Jahre und sie wird bald die Hälfte der Zaubershow „The Marvels“. Eines Tages erfährt Christine, dass Steve Paris besucht, und eilt zu Kim auf seinem Anwesen in Philadelphia. Dort gibt Susan eine Kindergeburtstagsparty und erkennt Christine. Sie erzählt ihr, dass Kim, jetzt sieben Jahre alt, ein melancholisches Kind mit wenigen Freunden ist. Christine nimmt an einer Zaubershow teil, um Kim zum Lächeln zu bringen. Obwohl ihr das gelingt, bittet Susans Ehemann sie zu gehen. Kurz darauf kommt Susan vorbei und bittet Christine, sich als Kims Krankenschwester „Marvy“ auszugeben. Kims Zustand bessert sich unter der Obhut ihrer geliebten Krankenschwester und sie ist bald glücklich und ausgeglichen. Steve kehrt jedoch vorzeitig aus Paris zurück und entdeckt Christine. Bevor er sie entlassen kann, sieht er, wie sie vom Anwesen flieht und anhält, um Kim unter Tränen zu umarmen. Kim wird sofort wieder depressiv und ein Arzt sagt Steve, dass das Kind weibliche Liebe braucht. Er beschließt, seine Freundin Rosemary Balder zu heiraten, aber gerade als sie sich küssen, verkündet Kim, dass sie einen Brief von Marvy erhalten hat. Als Steve den Brief liest, in dem Christine Kim bittet, ihr Unglück vor ihrem Vater zu verbergen, um ihn zu schützen, erkennt Rosemary, dass er Christine immer noch liebt, und geht. Steve eilt zu Christine, die auf der Farm ihrer Eltern Zuflucht gefunden hat, und fragt sie, ob sie noch einmal von vorne anfangen können. Überglücklich fällt sie ihm in die Arme.

## Hintergrund
Gedreht wurde der Film vom 21. April bis Ende Mai 1952 in den Universal-Studios in Universal City.
Im Mai 1953 verklagte die Zauberin Geraldine Larsen Universal auf 250.000 Dollar (2024: über 2,9 Millionen Dollar), weil angeblich ihr Künstlername „The Magic Lady“ sowie ihr Kostüm und ihre Manierismen angeeignet wurden. Larsen behauptete, dass die Verbindung ihrer Bühnenfigur mit einer kriminellen Figur ihr „Erniedrigung“ und „öffentliche Verachtung“ beschert habe. Sie beantragte auch eine einstweilige Verfügung, die das Studio daran hinderte, den Film zu zeigen, bis die Figur entfernt wurde. Im Juni 1953 wurde der Fall an das Oberste Gericht des Staates weitergeleitet. Obwohl das genaue Urteil in dem Fall nicht bekannt ist, wird die Figur Christine im Film nie als „The Magic Lady“ bezeichnet.
Bernard Herzbrun und Robert Clatworthy oblag die künstlerische Leitung. Russell A. Gausman und John P. Austin waren für das Szenenbild zuständig, Bill Thomas für die Kostüme, Bud Westmore für das Maskenbild. Verantwortliche Toningenieure waren Glenn A. Anderson, Frank Artman, Leslie I. Carey und Frank H. Wilkinson. Frank X. Shaw arbeitete als Regieassistent.

## Musik
Der Titelsong Because of You stammte von Arthur Hammerstein und Dudley Wilkinson. Er wurde im Film instrumental gespielt. 1951 stand der Sänger Tony Bennett mit dem Song 31 Wochen auf Platz 1 der US-Charts.
Weitere Songs im Film waren
- Vaya con Dios von Larry Russell, Inez James und Buddy Pepper
- Here's Your Kiss von Everett Carter und Milton Rosen
- Spring Will Be a Liitle Late This Year von Frank Loesser
- Can't Refuse, unbekannter Komponist

## Synchronisation
Die deutsche Synchronfassung entstand im Auftrag der Ultra-Film unter der Dialogregie von Josef Wolf, der auch das Dialogbuch schrieb.
| Rolle              | Schauspieler      | Deutscher Synchronsprecher |
| ------------------ | ----------------- | -------------------------- |
| Christine Kimberly | Loretta Young     | Eleonore Noelle            |
| Steve Kimberly     | Jeff Chandler     | Wolfgang Lukschy           |
| Mike Monroe        | Alex Nicol        | Ernst Schröder             |
| Susan Arnold       | Frances Dee       | Tilly Lauenstein           |
| Dr. Breen          | Alexander Scourby | Heinz Engelmann            |
| Rosemary Balder    | Lynne Roberts     | Friedel Schuster           |
| Kim Kimberly       | Gayle Reed        | Reha Hinzelmann            |
| George             | Billy Wayne       | Eduard Wandrey             |
| Dr. Travis         | Morris Ankrum     | Siegfried Schürenberg      |
| Mrs. Gordon        | Helen Wallace     | Ursula Krieg               |
| Bumbo              | Harry Mendoza     | Clemens Hasse              |
| Richter            | Arthur Space      | Hans Wiegner               |
| Marvel             | Philip Van Zandt  | Alfred Balthoff            |

Anmerkung: Die kursiv geschriebenen Namen sind Rollen und Darsteller, die nicht im Abspann erwähnt wurden.

## Veröffentlichung
Die Premiere des Films fand am 4. Dezember 1952 statt. In der Bundesrepublik Deutschland kam er am 30. Oktober 1953 in die Kinos.

## Kritiken
Bosley Crowther von der The New York Times bezeichnete den Film als eine Mischung aus Absurdität und Schleim. Man dürfe keine Erklärung oder ernsthafte Kritik in diesem Film erwarten. Er widerspreche ganz klar dem zweiten, genauso wie dem ersten. Das Schauspiel und die Regie seien ebenso triefend und kunstlos wie das Drehbuch, und der ganze Film habe die träge Schlaffheit eines Filmdramas auf der untersten geistigen Ebene. Das einzig Faszinierende daran sei die Gelegenheit, zu beobachten, wie stumpfsinnig idiotisch Frauen und Männer in manchen Filmen manchmal sein können.
Der Kritiker des TV Guide hingegen lobte, der Film besteche durch gute Produktionswerte und Musik.
Das Lexikon des internationalen Films schrieb: „Tränenseliges Drama einer alles überwindenden Mutterliebe.“